# Tetraria
Tetraria är ett släkte av halvgräs. Tetraria ingår i familjen halvgräs.

## Bildgalleri

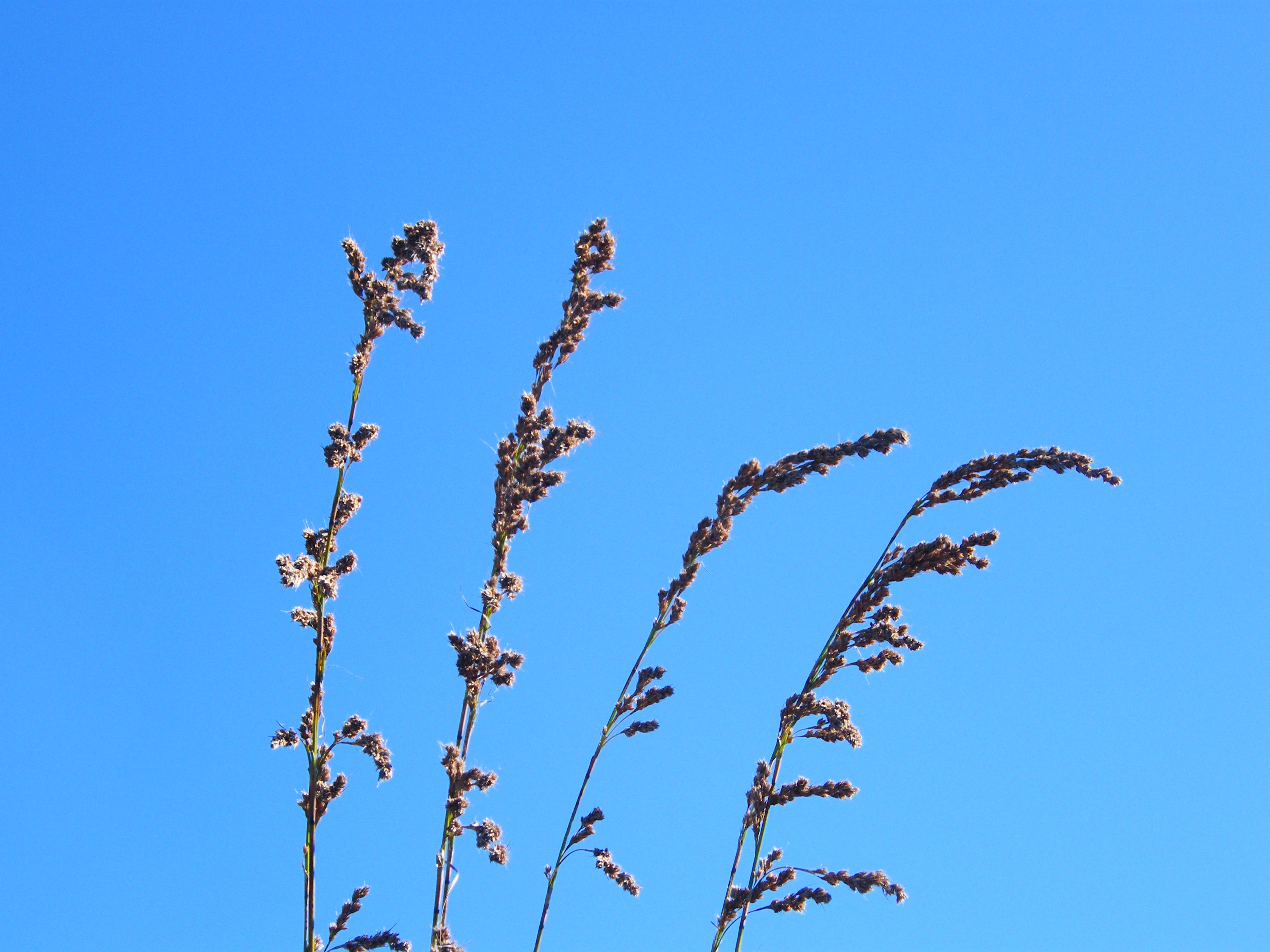
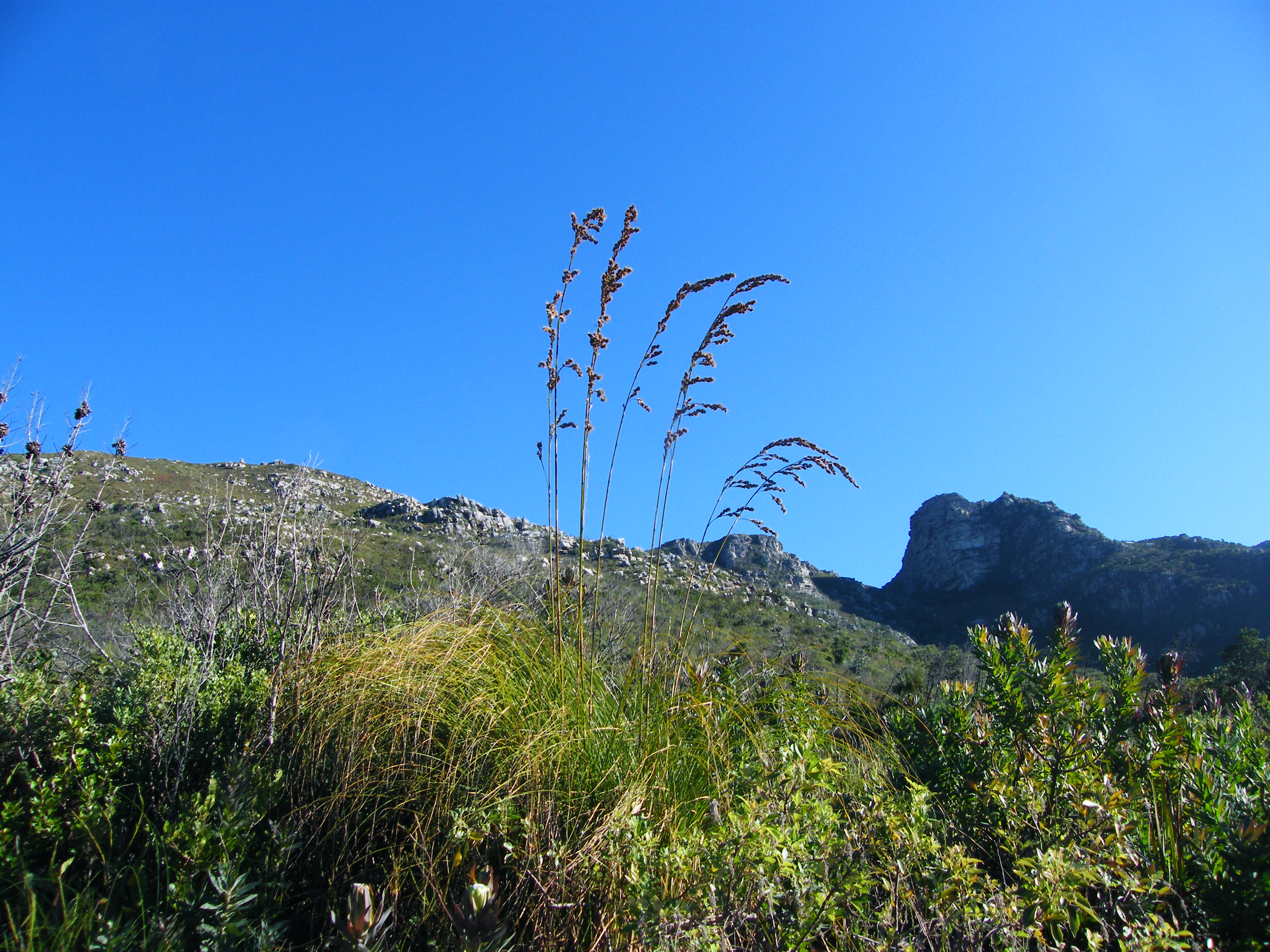

## Dottertaxa tillTetraria, i alfabetisk ordning[1]
- Tetraria australiensis
- Tetraria autumnalis
- Tetraria bachmannii
- Tetraria bolusii
- Tetraria borneensis
- Tetraria brachyphylla
- Tetraria bromoides
- Tetraria burmanni
- Tetraria capillacea
- Tetraria capillaris
- Tetraria capitata
- Tetraria compacta
- Tetraria compar
- Tetraria compressa
- Tetraria crassa
- Tetraria crinifolia
- Tetraria cuspidata
- Tetraria exilis
- Tetraria eximia
- Tetraria fasciata
- Tetraria ferruginea
- Tetraria fimbriolata
- Tetraria flexuosa
- Tetraria fourcadei
- Tetraria galpinii
- Tetraria gracilis
- Tetraria graminifolia
- Tetraria involucrata
- Tetraria ligulata
- Tetraria macowaniana
- Tetraria maculata
- Tetraria microcarpa
- Tetraria microstachys
- Tetraria mlanjensis
- Tetraria natalensis
- Tetraria nigrovaginata
- Tetraria octandra
- Tetraria paludosa
- Tetraria picta
- Tetraria pillansii
- Tetraria pleosticha
- Tetraria pubescens
- Tetraria pygmaea
- Tetraria robusta
- Tetraria scariosa
- Tetraria schonlandii
- Tetraria secans
- Tetraria spiralis
- Tetraria sylvatica
- Tetraria thermalis
- Tetraria triangularis
- Tetraria usambarensis
- Tetraria ustulata
- Tetraria vaginata
- Tetraria variabilis